# Zonia Baber
Zonia Baber (1862-1956) nacida Mary Arizona Baber en Kansas, Edgar Condado, Illinois, fue una geógrafa y geóloga estadounidense, conocida por sus métodos en desarrollo para enseñar geografía. Sus enseñanzas enfatizaban el aprendizaje experimental a través de trabajo de campo.

## Educación y carrera docente
Empezó su carrera como rectora de colegio privado de 1886 a 1888. Luego tomó un puesto de enseñanza en la Escuela Normal del Condado de Cook (hoy Chicago Universidad Estatal), donde fue directora del Departamento de Geografía de 1890-1899. Mientras enseñaba, Baber también tomó clases en geología, incluyendo la primera clase que aceptó mujeres. Obtuvo un Bachelor de Ciencia en 1904.
De 1901 a 1921 Baber trabajó como profesora asociada y directora de geografía y geología en el Departamento de Educación en la Universidad de Chicago. Al propio tiempo fue principal de la Universidad de Escuelas de Laboratorio del Chicago.
Cuando se trataba de la enseñanza, Baber prefirió centrarse en el trabajo de campo - permitiendo a sus estudiantes a actuar y descubrir en lugar de memorizar hechos. Los métodos de enseñanza de Baber todavía se usan hoy.
"El estudiante descubre demasiado tarde que el conocimiento no relacionado normal no es poder; aquel conocimiento científico único — unificando y relacionando las experiencias — son valiosas."
Promovió viajes de campo y experiencias manales más que la memorización de hechos y definiciones, y también trabajó para mejorar ayudas de aprendizaje convencional. Durante su tiempo como catedrática de la Liga Internacional de las Mujeres por la Paz y la Libertad (WILPF),  creó un comité de escrutinio de textos para reemplazar frases anticuadas o inapropiadas y conceptos para parar la perpetuación de prejuicios negativos.

## Sociedad geográfica y trabajo político
En 1898, cofundó la Sociedad Geográfica de Chicago. Sirvió como su presidenta y estuvo implicada con la Sociedad durante 50 años. En 1948 recibió un premio de reconocimiento.
Zonia era apasionada en asuntos sociales. Como feminista y antiimperialista, inició muchos esfuerzos para luchar contra el sexismo, el racismo, y la intolerancia. Fue defensora del sufragio de las mujeres en Estados Unidos, y en 1926 representó a las mujeres de Puerto Rico en la extensión del sufragio a la región.
Fue catedrática de la Liga Internacional de las Mujeres por la Paz y la Libertad (WILPF), así como miembro del comité ejecutivo de la Asociación Nacional para el Adelanto de los Negros (NAACP) rama de Chicago, y miembro del Comité de Relaciones de la Carrera del club de Mujeres de Chicago. Baber también viajó mucho—tanto por su carrera profesional y por su actividad política—para atender acontecimientos y conferencias internacionales. En una ocasión viajó con una delegación de WILPF a Haití en 1926.

## Diseño

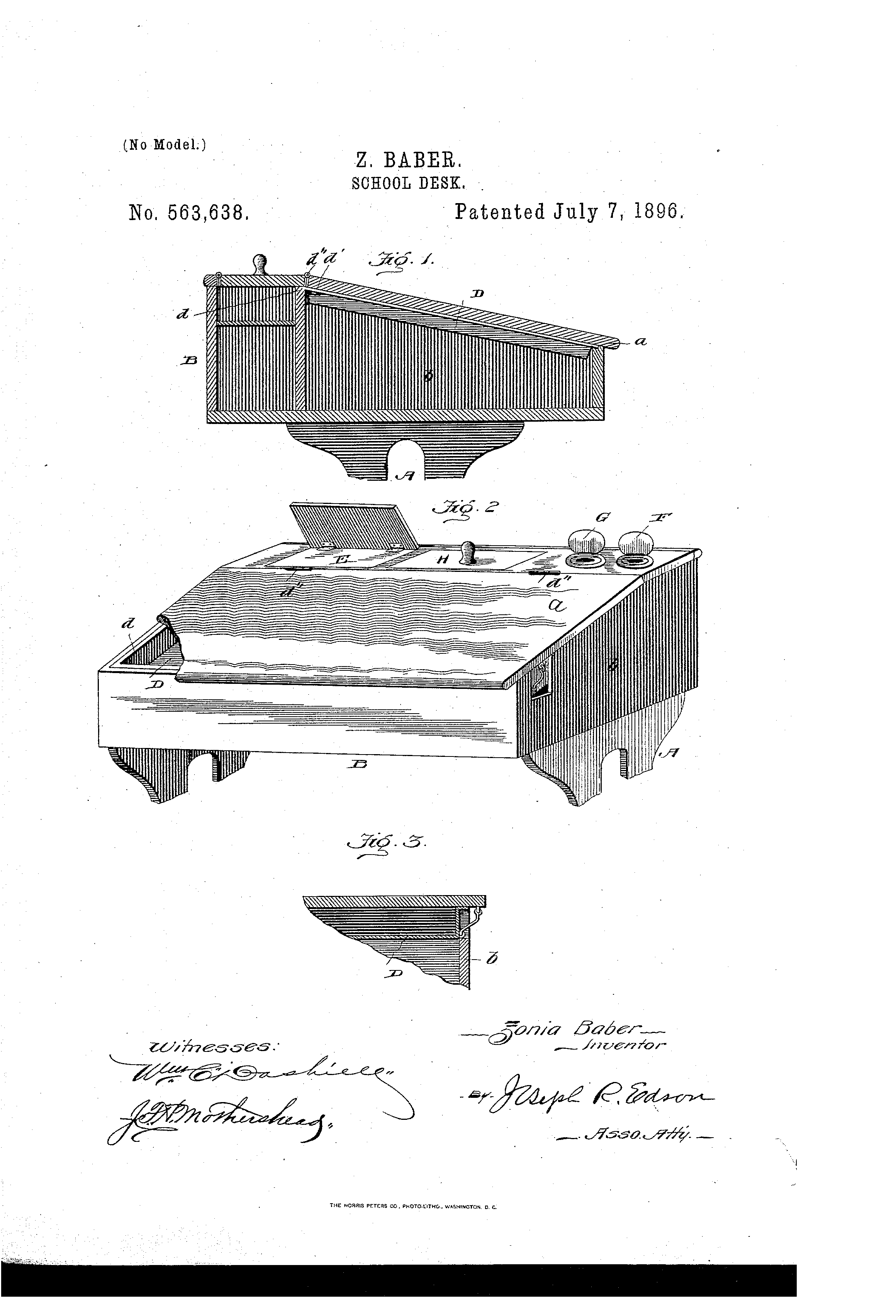
Diseño de escritorio escolar patentado por Zonia Baber el 7 de julio de 1896.

En 1896, Zonia diseñó un escritorio escolar nuevo con características específicamente para la enseñanza de geografía y otras ciencias. A diferencia de un escritorio escolar regular, presentaba bandejas y compartimentos para almacenar suministros de aprendizaje. Teniendo tales bandejas y compartimentos significaron que el alumnado que utilizara ese escritorio siempre tendría sus suministros de aprendizaje a mano.

## Obra[11]

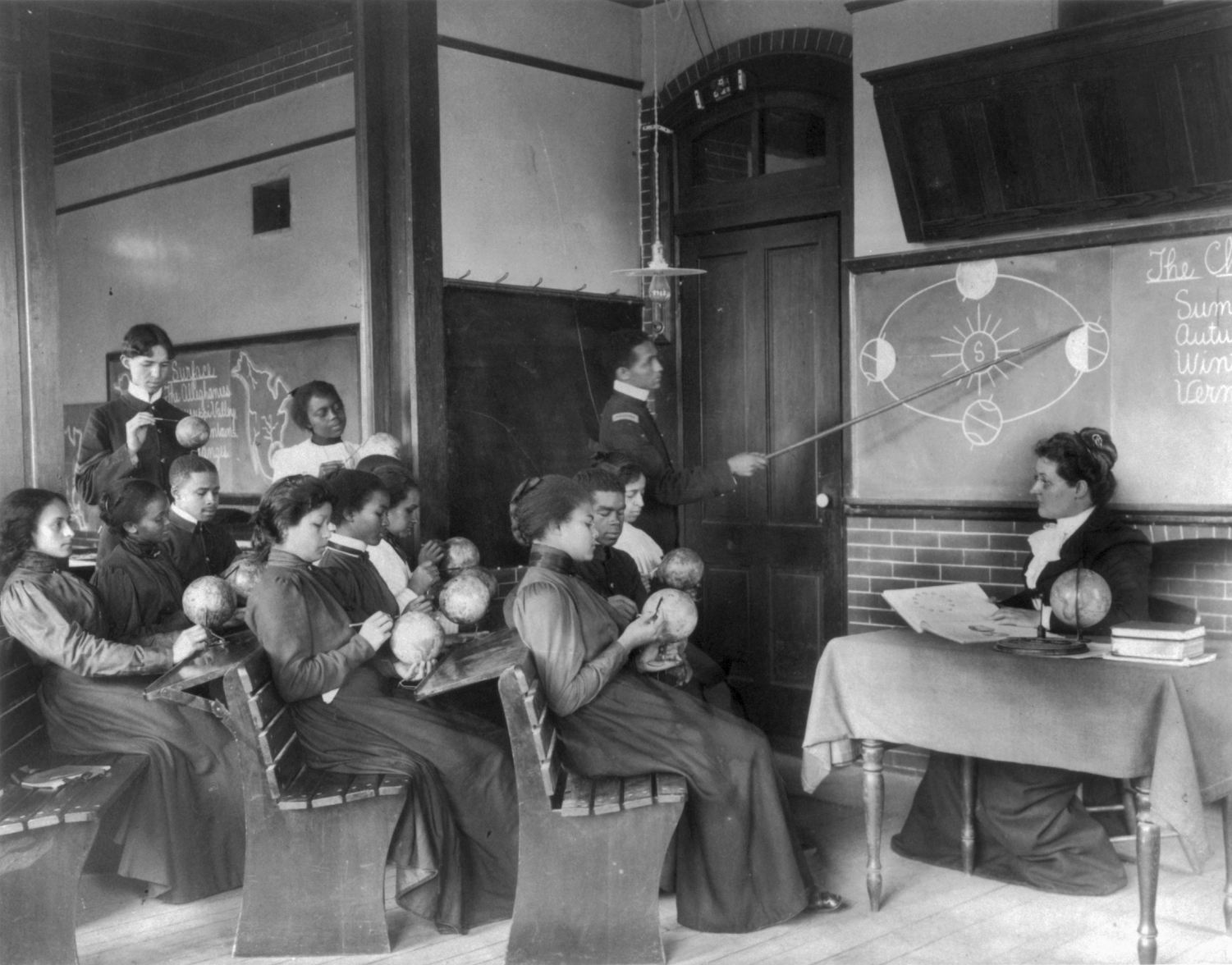
Una clase de geografía matemática estudiando la rotación de la tierra alrededor del sol, Hampton Instituto, Hampton, Virginia, ca 1899.

(con Wallace W. Atwood) 'Geografía,' El Profesor Escolar Elemental y Curso de Estudio 1, p. 42 (1900).
(con Wallace W. Atwood) 'Geografía,' El Profesor Escolar Elemental y Curso de Estudio 1, p. 130 (1900).
(con Wallace W. Atwood) 'Geografía,' El Profesor Escolar Elemental y Curso de Estudio 1, p. 183 (1900).
(con Wallace W. Atwood) 'Geografía,' El Profesor Escolar Elemental y Curso de Estudio 1, p. 284 (1900).
'Geografía,' El Profesor Escolar Elemental y Curso de Estudio 1, p. 788 (1901).
'Geografía,' El Profesor Escolar Elemental y Curso de Estudio 2, p. 48 (1901).
'Geografía,' El Profesor Escolar Elemental y Curso de Estudio 2,  p. 108 (1901).
'Geografía,' El Profesor Escolar Elemental y Curso de Estudio 2, p. 194 (1901).
'Geografía,' El Profesor Escolar Elemental y Curso de Estudio 2, p. 346 (1902).
'Trabajo de campo en la escuela elemental,' La Revista de Geografía 4, p. 18 (1905).
'El alcance de geografía,' La Revista de Geografía 4, p. 386 (1905).
'Una lección en Geografía—De Chicago al Atlántico,' El Profesor Escolar Elemental 7, p. 458 (1907).
'La enseñanza de la geografía del continente de Eurasia,' El Profesor Escolar Elemental 7, p. 519 (1907).
'Conservación de áreas geográficas importantes para propósitos educativos,' La Revista de Geografía 11, p. 287 (1913).
'Oportunidades perdidas en enseñar geografía,' La Revista de Geografía 14, p. 296 (1916).
'Los océanos: nuestros pastos futuros,' El Científicos Mensuales 3, p. 258 (1916).
'Una propuesta para rebautizar los círculos solares,' La Revista de Geografía 19, p. 245 (1920).
(con E.G. Balch) 'Problemas de educación,' en Occupied Haití, ed. P. ej. Balch, NY: Cía. Editorial del Escritor, p. 93 (1927).
'Símbolos de paz,' Revista de Escuelas del Chicago 18, p. 151 (1937).
Asuntos Morales,' en The Negro Problemas de las Comunidades Del Oeste, Informe de la Comisión en relaciones intercomunitarias del Hyde Parque-Kentwood Consejo de Iglesias y Sinagogas, p. 28 (1940).
Símbolos de paz, Chicago: liga Internacional de las mujeres para Paz y Libertad (1948).

## Otras lecturas
- Pittser, Sharan E. (1999). «Early Women Geography Educators, 1783-1932». Journal of Geography 98 (6): 302-307. 1999. doi:10.1080/00221349908978944.  (6): 302–307. doi:10.1080/00221349908978944.
- Google Books. «Works by Zonia Baber». Consultado el 4 de junio de 2011.
- Baber, Zonia. (1905) Trabajo de Campo en la Revista Escolar Elemental de Geografía 4 (1): 18-22